# Chữa lành

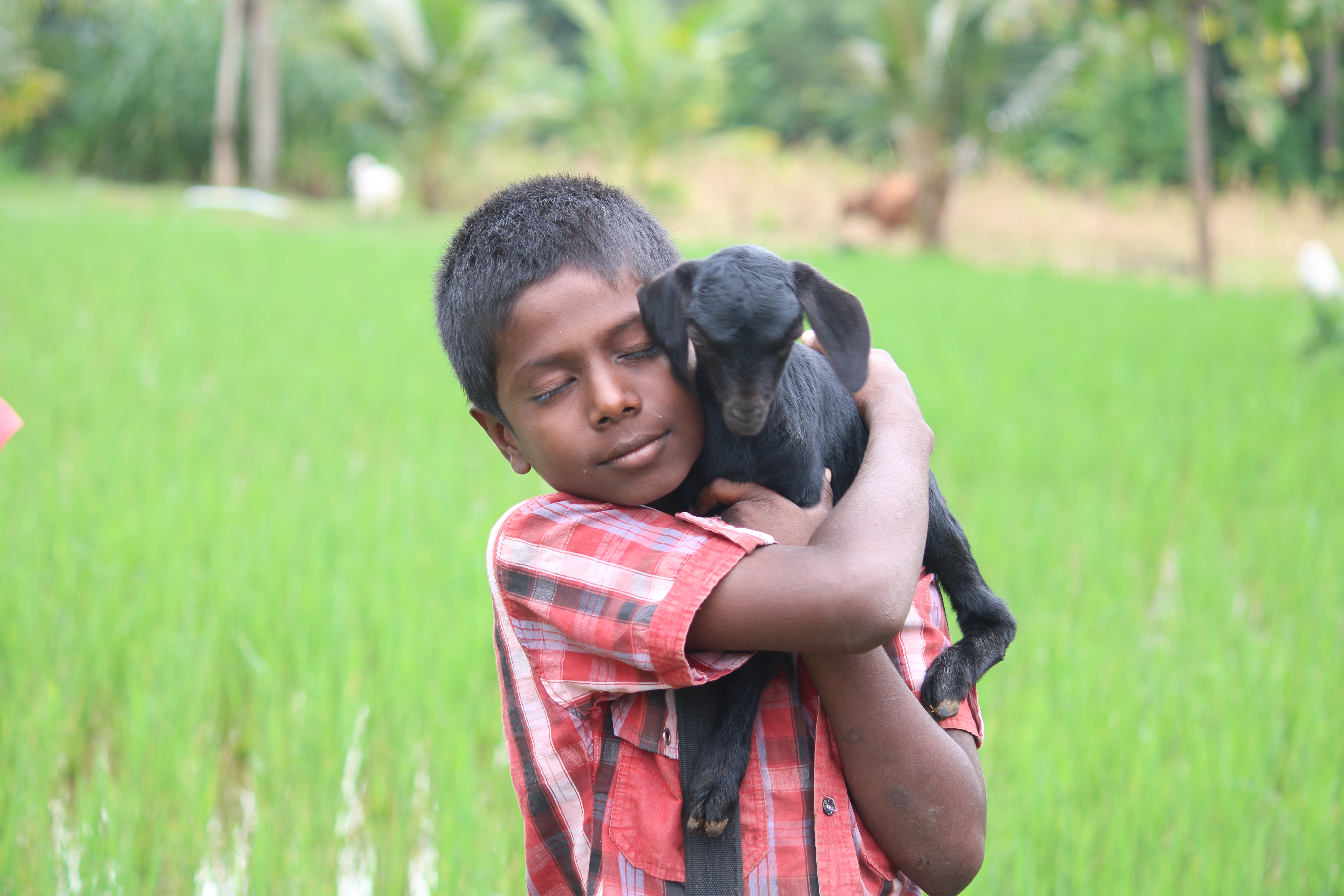
Chữa lành tâm hồn

Chữa lành (tiếng Anh: self-healing hay healing) đề cập đến quá trình phục hồi về mặt tinh thần, tâm sinh lý (thường là từ các rối loạn tâm lý, chấn thương tâm lý, v.v.), được thực hiện bằng sự tự vận động của bệnh nhân, thường chỉ được hướng dẫn theo bản năng. Giá trị của việc tự chữa lành nằm ở khả năng được điều chỉnh phù hợp với trải nghiệm và yêu cầu riêng của từng cá nhân. Quá trình này có thể được trợ giúp và tăng tốc bằng các phương pháp về tinh thần, nội tâm như thiền. Ngoài khả năng tự phục hồi bẩm sinh của cơ thể (khả năng tự lành), còn có nhiều yếu tố thuộc bản chất tâm lý có thể ảnh hưởng đến khả năng tự chữa lành. Việc tự chữa lành cũng có thể đạt được thông qua các cơ chế tâm lý được áp dụng có chủ ý, những cách tiếp cận này có thể cải thiện tình trạng tâm lý và thể chất của một người. Nghiên cứu xác nhận rằng điều này có thể đạt được thông qua nhiều cơ chế, bao gồm thư giãn, bài tập thở, bài tập thể dục, Thiền, Yoga, khí công, Thái cực dưỡng sinh, phản hồi sinh học và các liệu pháp tâm lý khác. Vào năm 2013, Kathryn Schulz đã coi đây là "một ngành công nghiệp trị giá 11 tỷ đô la".

## Đại cương
Có nhiều cách tiếp cận khác nhau về chữa lành, theo đó đây là một khái niệm toàn diện, thể hiện sự hàn gắn và phục hồi cho cả tâm hồn, cảm xúc và thể chất của con người. Chữa lành không phải là một hoạt động nhất định nào mà để chỉ các hoạt động giải tỏa tâm lý của giới trẻ, thường rất đa dạng như du lịch chữa lành, các khóa thiền ngắn hạn, sống gần với thiên nhiên, bói bài tarot, phản ánh nhu cầu chăm sóc sức khỏe tinh thần của giới trẻ. Chữa lành chính là một hoạt động trợ giúp tâm lý, trong đó nhà tham vấn tâm lý với sự hiểu biết sâu sắc về các hệ thống lý thuyết cùng các kỹ thuật tham vấn, trị liệu sẽ tiến hành hoạt động hỗ trợ giúp cho người có những vấn đề khó khăn và nan giải tìm được sự cân bằng trong cuộc sống và trong công việc. Các liệu pháp như "Âm nhạc chữa lành", "Hội họa chữa lành", "Phim ảnh chữa lành", "Du lịch chữa lành" là những hình thức trị liệu tâm lý giúp cho những người có tổn thương, ẩn ức, đau khổ, mất cân bằng giải tỏa được những cảm xúc tiêu cực, tìm thấy lại niềm vui, động lực, cảm hứng để sống, làm việc.
Chữa lành là thuật ngữ dùng để thể hiện các biện pháp trong việc hàn gắn, phục hồi sức khỏe, thể chất cũng như cảm xúc, tâm lý, tình cảm con người sau các thương tổn. Mong muốn được xoa dịu, chữa lành những tổn thương, nỗi đau về thể chất và tinh thần, tâm hồn, vứt bỏ những cảm xúc, suy nghĩ tiêu cực, bất an để thư thái, thấy cuộc sống ý nghĩa hơn. Trong xã hội phát triển với guồng xoáy của công việc cùng nhiều áp lực trong cuộc sống khiến cho nhu cầu được chữa lành, cần chữa lành ngày càng cao. Xu hướng này phản ánh nhu cầu chăm sóc sức khỏe tinh thần của giới trẻ ngày càng tăng nên cứ mỗi khi căng thẳng, áp lực hay mất định hướng, nhiều người lại loay hoay tìm cách "chữa lành" nhằm cân bằng lại cuộc sống, nhiều bạn trẻ tin rằng chỉ cần bỏ một số tiền đi chữa lành sẽ giúp bản thân cân bằng cuộc sống, các khóa học chữa lành ngày càng bùng phát với những tên gọi mỹ miều như: "chữa lành tâm thức", "chữa lành lượng tử", "chữa lành trường sinh", "chữa lành tâm linh", "chữa lành bằng thôi miên tiền kiếp" thậm chí xuất hiện cả "học viện chữa lành" với hình thức tư vấn đào tạo từ trực tuyến cho đến trực tiếp.